# Hans Dürst
Hans Dürst, švicarski hokejist, * 28. junij 1921, Davos, Švica, † 25. junij 2001, Milano Marittima, Cervia, Italija. 
Dürst je bil hokejist kluba HC Davos v švicarski ligi in švicarske reprezentance, s katero je nastopil na enih olimpijskih igrah, kjer je osvojil bronasto medaljo, in več Svetovnih prvenstvih. Za reprezentanco je nastopil na dvajsetih tekmah. 